# Vladimir Alexeïevitch Smirnov
Pour les articles homonymes, voir Vladimir Smirnov et Smirnov.
Vladimir Alexeïevitch Smirnov (en russe : Владимир Алексеевич Смирнов, né le 29 janvier 1957 à Pskov) est un important homme d'affaires russe. Depuis 2008, il est membre du Conseil d'administration de la Banque Natsionalny Kosmitcheski, classée dans les deux cents premières des mille banques présentes en Russie. Il est également le père d'une dizaine d'inventions et l'auteur de 45 ouvrages scientifiques. 

## Formation
Il est titulaire d'un diplôme d'ingénierie électromécanique obtenu en 1980 à l'Institut de production des instruments de l'Aviation de Léningrad. Il est également titulaire de deux thèses d'État en science technique (obtenue en 1986) et en économie (obtenue en 2000). 
En 1988, il devint le plus jeune chercheur au sein de l'Institut de production des instruments de l'Aviation de Léningrad. La même année, il est récompensé par le prix d'État pour la Science et la Technologie attribué aux jeunes chercheurs. Le prix est ensuite donné à la Fondation pour la Paix 

## Début de carrière
En 1990, Smirnov fonde l'un des premiers partenariats économiques du pays entre la société immobilière Inform-Future, basée à Saint-Pétersbourg, et des partenaires allemands. La société immobilière Inform-Future est chargée de la construction des premiers bâtiments de bureaux pour des sociétés étrangères au centre de Saint-Pétersbourg. 
Smirnov est également directeur général de la Compagnie Pétrolière de Saint-Pétersbourg entre 1997 et 1998, puis président du Conseil d'administration de la compagnie entre 1999 et 2000. 

## Tenex
Entre 2002 et 2007, Vladimir Alexeïevitch Smirnov est directeur général de la compagnie Techsnabexport (Tenex), chargée de l'exportation des biens et services produits par les entreprises nucléaires russes. Tenex représente 35 à 50 % du marché nucléaire mondial. Pendant cette période, Tenex signe des contrats à long terme, soit jusqu'en 2020, sur la base du système d'approvisionnement garanti d'uranium faiblement enrichi pour la quasi-totalité des réacteurs nucléaires du monde.
En 2003, le programme concernant l'uranium hautement enrichi, dit « des mégatonnes aux mégawatts », en coopération avec les États-Unis, est exécuté par Tenex, alors que Smirnov en est le directeur général. Le programme permet à la Russie d'engranger près de 3,5 milliards de dollars depuis sa création en 1994.
En 2005, Smirnov est nommé conseiller externe à la tête de l'Agence fédérale atomique, ROSATOM. À cette époque, il préside l'ouverture officielle de la succursale de Tenex à Tokyo. Selon lui, la coopération entre le Japon et la Russie est un enjeu crucial pour l'énergie atomique dans le monde futur.
Depuis 2003, la compagnie Tenex est sponsor officiel du concours annuel en Russie récompensant les projets scientifiques et éducatifs dénommé « Power of the Future ». Le concours, organisé par l'Académie nucléaire, vise à améliorer l'efficacité de l'éducation et le potentiel intellectuel de l'industrie nucléaire.
En outre, un programme de parrainage en faveur du désarmement nucléaire, de la non-prolifération, et des activités de protection de l'environnement menées par des organisations sociales russe et étrangère est mis en place par Tenex entre 2002 et 2007, à l'initiative de Smirnov. Tenex parraine ainsi le concert pour la Paix qui se tient dans la ville de Zug, en Suisse, le 13 octobre 2002, avec la participation du célèbre orchestre dirigé par Vladimir Spivakov. L'événement réunit de nombreux lauréats du prix Nobel de la Paix, l'ex-président de l'URSS Mikhaïl Gorbatchev et l'archevêque anglican du Cap, Desmond Tutu, ainsi que des dirigeants de la Communauté européenne et des leaders du mouvement pacifiste venant de différents pays.

## Distinctions
En mars 2006, Vladimir Alexeïevitch Smirnov reçoit la Médaille de l'ordre du Mérite pour la Patrie de 2e classe des mains du président de la fédération de Russie.